# Hank Williams III
Hank Williams III, właśc. Shelton Hank Williams (ur. 12 grudnia 1972 w Nashville) – amerykański muzyk, wokalista i multiinstrumentalista. Wykonawca solowy, tworzący w stylistyce country. Współtworzy ponadto hardcore’owy zespół Arson Anthem i heavymetalową formację Assjack. W latach 2002–2004 gra na gitarze basowej w zespole Superjoint Ritual. Jest wnukiem Hanka Williamsa i synem Hanka Williamsa Jr., jego przyrodnia siostra Holly Williams również jest piosenkarką.

## Dyskografia
- Risin' Outlaw (1999, Curb Records)
- Lovesick, Broke and Driftin' (2002, Curb Records)
- Straight to Hell (2006, Bruc Records)
- Damn Right, Rebel Proud (2008, Sidewalk Records)
- Rebel Within (2010, Curb Records)
- Hillbilly Joker (2011, Sidewalk Records)
- Ghost to a Ghost/Gutter Town' (2011, Megaforce Records/Hank 3 Records)[4]
- 3 Bar Ranch Cattle Callin' (2011, Megaforce Records/Hank 3 Records)[5]
- Attention Deficit Domination (2011, Megaforce Records/Hank 3 Records)[6]
- Brothers of the 4×4 (2013, Megaforce Records/Hank 3 Records)[7]
- A Fiendish Threat (2013, Megaforce Records/Hank 3 Records)[8]

## Filmografia
- "Uwaga! Mr. Baker" (2012, film dokumentalny, reżyseria: Jay Bulger)[9]